# Халаха
Халаха (хебр. הלכה — „смер пута”, од халах, ходати) је јеврејски правни систем, део Талмуда посвећен праву и појединачним правним одлукама. Халаха се бави правном страном Мојсијевог закона и често се оснива на усменим традицијама. Халаха сачињава „ограду“ за тумачење Торе, а у Мишни и Талмуду она је успостављена на основу мишљења већине. Ових закона се придржавају сви Јевреји.
Халаха говори о верским обавезама Јевреја, и то како о међуљудским односима, тако и ритуалима које треба поштовати. Обухвата практично све карактеристике људског живота и понашања: рођење, брак, радост, тугу, пољопривреду, трговину, морал, теологију.